# Bahraich (huyện)
Huyện Bahraich là một huyện thuộc bang Uttar Pradesh, Ấn Độ. Thủ phủ huyện Bahraich đóng ở Bahraich. Huyện Bahraich có diện tích 5745 ki lô mét vuông. Đến thời điểm năm 2001, huyện Bahraich có dân số 2384239 người.